# 惠廷 (新澤西州)
惠廷（英語：Whiting）是位於美國新澤西州海洋縣的非建制地區。

## 歷史
惠廷的郵局自1867年營運至今。

## 地理
惠廷所處的海拔為高於海平面55米（即180英呎），而該地所採用的時區為UTC-5，即北美东部时区（EST）。同時該地設有夏令時間，為UTC-5調快一小時，即UTC-4（EDT）。